# تاريخ ليبيريا
ليبيريا دولة في غرب أفريقيا تأسست على يد الأحرار الملونين القادمين من الولايات المتحدة. مولت جمعية الاستعمار الأمريكية (إيه سي إس) ونظمت هجرة الأمريكيين الأفارقة الأحرار والمعتقين حديثًا. كان معدل وفيات هؤلاء المستوطنين الأعلى في تاريخ البشرية المسجل بدقة، إذ لم ينج سوى 1819 من أصل 4571 مهاجرًا من الذين وصلوا إلى ليبيريا بين عامي 1820 و1843.
طلب الحاكم الأسود الأول لليبيريا في عام 1846، جوزيف جنكينز روبرتس، من السلطة التشريعية الليبيرية إعلان الاستقلال بشكل يسمح بالحفاظ على التواصل مع جمعية الاستعمار الأمريكية. دعت السلطة التشريعية إلى استفتاء عام اختار من خلاله الليبيريون الاستقلال. في 26 يوليو 1847، أعلنت مجموعة مؤلفة من أحد عشر موقّعًا ليبيريا دولةً مستقلة. واصلت جمعية الاستعمار الأمريكية بالإضافة إلى عدد من حكومات الولايات الشمالية وفروع المستعمرات المحلية توفير المال والمهاجرين حتى أواخر سبعينيات القرن التاسع عشر. رفضت حكومة الولايات المتحدة الأمريكية طلبات جمعية الاستعمار الأمريكية بجعل ليبيريا مستعمرة أمريكية أو بتأسيس حماية رسمية على ليبيريا، لكنها مارست «حماية أخلاقية» على ليبيريا، إذ تدخلت عند ظهور تهديدات تجاه سيادة ليبيريا أو توسع أراضيها. انتخب روبرتس ليكون الرئيس الأول لليبيريا عند استقلالها.
احتفظت ليبيريا باستقلالها طوال فترة التدافع على أفريقيا من قبل القوى الاستعمارية الأوروبية في أواخر القرن التاسع عشر مع بقائها ضمن دائرة النفوذ الأمريكية. جعل الرئيس ويليام هاورد تافت الدعم الأمريكي لليبيريا من أولويات سياسته الخارجية. ركز الاقتصاد على استغلال الموارد الطبيعية بدءًا من العشرينيات. وسيطرت صناعة المطاط، وبالتحديد شركة فايرستون، على الاقتصاد. كانت ليبيريا سياسيًا تحت سيطرة أحفاد المستعمرين الأمريكيين الأفارقة الأصليين حتى عام 1980 الذين عرفوا بالأمريكيين الليبيريين وشكلوا أقلية سكانية. قاد الإسقاط العنيف للنظام الأمريكي الليبيري في ذلك العام إلى حربين أهليتين دمرتا البلاد. استمرت الأولى من 1989 حتى 1997 والثانية من 1999 حتى 2003.

## التاريخ القديم
أسست ليبيريا سنة 1822, وتاريخها مميز ومختلف جدا عى باقى الدول الأفريقية.حيث أنها أسست من مجموعة تسمى (The American colonization Society) وكانت فكرة هذه المجموعة هي وضع العبيد المحررين في أفريقيا مرة أخرى لأن أفريقيا هي مكانهم الأصلى. أستطاعت هذه المجموعة إقناع قبائل المنطقة بوضع العبيد المحررين هناك.
و تحملت هذه المجموعة برئاسة (Jehudi Ashmun) مسؤولية تعليم العبيد كيفية التحكم وإدارة بلد وأعطوا هذه البلد دستور مبنى على دستور الولايات المتحدة. أعطي لهذا البلد أيضا عاصمة (Monrovia) وأتُخذ الاسم من رئيس أمريكا (جيمس مونرو 1817-1825).
رغم أن النظام يظهر بإنه ديموقراطى فهو بعيد أشد البعد من هذا, لأن أهل الأرض الأصليين لم يعطوا نفس الحقوق كأحفاد الأفارقة العبيد, وهذا يدل على أن نظام التفريق لم يترك ذهن الناس حتى في ذلك الوقت. تعامل الأفارقة الأصليين كمدنيين من مستوى ثاني, وهذه مطابقة للمعاملة التي كان يقابلونها الأفارقة في المستعمرات الأوروبية. والجدير بالذكر هنا هو أنه لم تفكر أي دولة أوروبية في استعمار هذه البلد حيث أنها كانت تحت حماية أمريكية ولذلك يقال أن ليبريا هي الدولة الوحيدة الأفريقية التي لم تستعمر وهذا ليس لحسن حظها ولكن لمجرد أن ليبريا كان لها شأن أخر.

## الاستعمار (1821 - 1847)

علم ليبريا 1827-1847

منذ نحو عام 1800، خطط معارضو العبودية في الولايات المتحدة طرقًا تهدف إلى تحرير عدد أكبر من العبيد تمهيدًا لإنهاء العبودية بشكل كامل في نهاية المطاف. عارض ملاك العبيد في الجنوب وجود سود أحرار في ولاياتهم خشية أن يشكل الأحرار خطرًا على استقرار مجتمعات العبيد. عانى العبيد السابقون والأحرار السود الآخرون من تمييز قانوني واجتماعي كبير خلال تحريرهم التدريجي في الشمال. وعلى غرار الولايات الجنوبية، فرضت بعض الولايات والمناطق الشمالية (مثل إلينوي) قيودًا صارمة على دخول الأحرار الملونين إليها وصلت إلى منعهم كليًا.
آمن بعض دعاة التحرر من العبودية، ومنهم بعض السود البارزين مثل باني السفن بول كوف (أو كوفي)، أن السود يجب أن يرجعوا إلى «وطن الأفارقة» وكأنهم يمثلون عرقًا واحدًا ودولة واحدة، على الرغم من أن الكثيرين منهم عاشوا في الولايات المتحدة لأجيال. تجلى حلم كوف بأن يتمكن الأمريكيون الأفارقة والعبيد المحررون «من إنشاء مستعمرة مزدهرة في أفريقيا» تبنى على الهجرة والتجارة. أسس كوف في 1811 الجمعية الودية لسييرا ليون، وهي مجموعة سوداء متعاونة تهدف إلى تشجيع «المستوطنين السود لسييرا ليون، والسكان الأصليين لأفريقيا بشكل عام، على زراعة تربتهم من خلال بيع غلالهم». تبعًا للمؤرخ دونالد آر رايت «أمل كوف بإرسال سفينة واحدة على الأقل كل عام إلى سييرا ليون، ناقلةً المستوطنين الأمريكيين الأفارقة والبضائع إلى المستعمرة وعائدةً بالبضائع الأفريقية القابلة للتسويق». لكن كوف توفي عام 1817 ومات معه مشروعه.
غادرت السفينة الأولى لجمعية الاستعمار الأمريكي «إليزابيث» نيويورك في 6 فبراير 1820 نحو غرب أفريقيا حاملةً 86 مستوطنًا. طورت جمعية الاستعمار الأمريكي مستعمرته الأولى بين عامي 1821 و1838 والتي عرفت لاحقًا باسم ليبيريا. في 26 يوليو 1847 أعلنت ليبريا نفسها دولة (حرة) ذات سيادة.

### أفكار الاستعمار الأولى
منذ فترة الثورة الأمريكية، أعتقد الكثيرون من أعضاء المجتمع الأمريكي البيض أن الأمريكيين الأفارقة غير قادرين على النجاح في العيش ضمن مجتمعهم بصفة أحرار. اعتقد الكثيرون أن السود أدنى منزلة من البيض جسديًا وعقليًا، بينما رأى آخرون أن العنصرية والاستقطاب المجتمعي الناتجين عن العبودية شكلا عوائق لا يمكن التغلب عليها في وجه اندماج الأعراق. كان توماس جفرسون من الذين اقترحوا الاستعمار في أفريقيا: نقل السود الأحرار إلى خارج الدولة الجديدة.

### المستعمرات في أفريقيا
بدأت بريطانيا في 1787 بإعادة توطين «السود الفقراء» من لندن في مستعمرة فريتاون الواقعة في سييرا ليون. كان الكثير منهم من «الموالين السود» وهم عبيد أمريكيون سابقون حصلوا على حريتهم مقابل خدماتهم خلال حرب الاستقلال الأمريكية. عرض التاج البريطاني أيضًا إعادة توطين العبيد السابقين الذين أُعيد توطينهم في البداية في نوفا سكوشا. واجه الموالون السود التمييز من قبل البيض في نوفا سكوشا والمناخ صعب التحمل. اعتقد مالك السفن الأمريكي الأفريقي الثري بول كوف أن الاستيطان يستحق الدعم. وبدعم من بعض أعضاء الكونغرس والمسؤولين البريطانيين، نقل 38 أمريكيًا أسود إلى فريتاون في عام 1816 على نفقته. وقد مات عام 1817، لكن مبادرته الشخصية ساعدت بإثارة الاهتمام العام بفكرة الاستعمار.

### جمعيات الاستعمار
أُسست جمعية الاستعمار الأمريكية (إيه سي إس) في 1817 على يد سياسي من فيرجينيا يدعى تشارلز إف ميرسير ووزير المشيخية روبرت فينلي في نيوجيرسي. كان الهدف من جمعية الاستعمار الأمريكية توطين السود الأحرار خارج الولايات المتحدة. وارتكزت طريقتهم على المساعدة بالانتقال إلى أفريقيا.
بدأت جمعية الاستعمار الأمريكية في يناير 1820 بإرسال السفن من نيويورك إلى غرب أفريقيا. نقلت السفينة الأولى 88 مهاجرًا أسود حر وثلاث وكلاء بيض من جمعية الاستعمار الأمريكية. وصل ممثلون إضافيون عن الجمعية على متن سفينة الجمعية الثانية المسماة نوتيلوس. حصلوا في ديسمبر 1821 على كيب ميسورادو، وهي قطعة أرض طولها نحو 36 ميلًا (58 كيلومتر) تقع بالقرب من مونرفيا حاليًا، من الحاكم الأصلي آنذاك الملك بيتر (ربما حدث ذلك مع بعض التهديد باستخدام القوة).
تعرض المستعمرون من البداية لهجوم السكان الأصليين أصحاب الأرض مثل قبائل الماندينغي. عانوا بالإضافة إلى ذلك من الأمراض والمناخ القاسي وقلة الغذاء والدواء وظروف السكن السيئة.
أنشئت خمس مستعمرات إضافية حتى عام 1835 من قبل جمعيات الاستعمار التابعة لخمس ولايات أمريكية مختلفة (جمهورية ماريلاند وكينتاكي في أفريقيا ومسيسيبي في أفريقيا ولويزيانا وليبيريا وتلك المنشأة من قبل جمعية الاستعمار لولاية بنسلفانيا) بالإضافة إلى واحدة من قبل حكومة الولايات المتحدة بالقرب من مستوطنة جمعية الاستعمار الأمريكية. امتدت المستعمرة الأولى في كيب ميسورادو على طول الساحل وإلى الداخل وباستخدام القوة أحيانًا ضد القبائل الأصلية. اتحدت هذه المستعمرات في 1838 لتأسيس كومنولث ليبيريا. أعلنت مونروفيا عاصمة لهذا الكومنولث. مع حلول عام 1842 أُدخلت أربعة مستعمرات أمريكية أخرى إلى ليبيريا ودُمرت الخامسة من قبل السكان الأصليين. أصبح المستعمرون من الأصول الأمريكية الأفريقية يعرفون بالأمريكيين الليبريين. كان الكثيرون مختلطي العرق ومنهم من انحدر من أجداد أوربيين. بقوا أمريكيين أفارقة في تعليمهم ودينهم وثقافتهم وعاملوا السكان الأصليين كما عاملهم الأمريكيون البيض: كهمجيين من الغابات غير مرغوب بهم بصفة مواطنين ولا يستحقون حق الانتخاب.
لا تتضح طبيعة هذه المستعمرات، إذ لم تكن مستعمرات بالمعنى الذي كانت عليه ماساتشوستس ورود أيلاند والمستعمرات البريطانية الثلاثة عشر الأخرى. على عكس هذه المستعمرات، لم يكن لدى ليبيريا ميثاق، وهي وثيقة توضح ماهيتها وحقوقها وواجباتها. [بحاجة لمصدر]

## التاريخ السياسي الحديث
كانت أهمية ليبريا في أيام الحرب العالمية الثانية هي امتلاكها مزارع المطاط, وكانت تتنتج المطاط وهو مصدر هام كان للحلفاء في الحرب ولذلك ساعد الأمريكان ليبريا بضخ الكثير من المال لبناء الطرق, الموانى, والمطار الدولي في مونوروفيا.
في عام 1943 أنتخب (william tubman) وأستمر في إعادة أنتخابه حتى وفاته عام 1971 وهذا حدث قليلا بعد انتخابه للمرة السابعة. في ظل حكمه كانت البلد في سلام واشتركت في الأمم المتحدة وكانت من أحد مؤسسى الاتحاد الأفريقى عام 1963.

## الاقتصاد
كان الاقتصاد في هذه البلد ضعيف جدا, فكانت الصناعة في هذه البلد قليلة وكان مصدر الدخل هو تصدير المطاط وخام الحديد والمصدر الأخر هو السماح للسفن التجارية الأجنبية استخدام العلم اليبيرى في التجارة وهذا لأن قوانين ليبريا ورسوم الدفع عندها من الأرخى في العالم.